# Utatave
Utatave är en ort i Mexiko.   Den ligger i kommunen Guasave och delstaten Sinaloa, i den västra delen av landet, 1 200 km nordväst om huvudstaden Mexico City. Utatave ligger 18 meter över havet och antalet invånare är 710.
Terrängen runt Utatave är mycket platt. Runt Utatave är det ganska tätbefolkat, med 100 invånare per kvadratkilometer. Närmaste större samhälle är Guasave, 9,7 km sydost om Utatave. Trakten runt Utatave består till största delen av jordbruksmark.